# Pabllo Vittar
Pabllo Vittar, właśc. Phabullo Rodrigues da Silva (ur. 1 listopada 1994 w São Luís) – brazylijski piosenkarz, autor tekstów i drag queen.

## Życiorys
Urodzony w São Luís Vittar jest bliźniakiem dwujajowym i ma starszą siostrę. Phabullo spędził część swojego dzieciństwa i młodości mieszkając w miastach Santa Ines i Caxias, a jego rodzina borykała się trudnościami finansowymi. Nigdy nie znał swojego ojca, który porzucił matkę, pielęgniarkę, kiedy była z nim w ciąży. W dzieciństwie Phabullo doświadczał zastraszania z powodu delikatnych gestów i kobiecego głosu. W tym okresie uczęszczał na zajęcia baletowe.
W wieku 13 lat zaczął robić makijaże na imprezach rodzinnych i występach szkolnych oraz dołączył do chóru w kościele katolickim. Wkrótce potem zaczął pisać piosenki. Później postanowił zostać profesjonalistą i przeprowadził się ze swoją siostrą do São Paulo, gdzie pracował w barach i salonach piękności. Mając 15 lat powiedział matce o swojej orientacji i uzyskał jej pełną akceptację. Występował również nieregularnie w klubach nocnych i na paradach równości, dzięki czemu zdobył sławę na lokalnej scenie LGBT. Stał się znany w mediach dzięki piosence „Open Bar”, portugalskiej wersji piosenki „Lean On” grupy Major Lazer. Klip miesza pop z elementami Samby i stał się bardzo szybko popularny w serwisie YouTube. W odpowiedzi na ogromny sukces Vittar wydał swój pierwszy minialbum Open Bar w grudniu 2015 roku. Został on wyprodukowany przez Rodrigo Gorky'ego, członka brazylijskiego zespołu Bonde do Rolê. W tym samym roku Vittar rozpoczął swoją pierwszą trasę koncertową Open Bar Tour.
12 stycznia 2017 roku ukazał się jego debiutancki album Vai Passar Mal. W tym samym miesiącu został wydany singel „Todo Dia”, który stał się popularny w czasie brazylijskiego karnawału. Trzeci singiel „KO” stał się jeszcze większym hitem i przyniósł Vittarowi sławę i sukces w całym kraju. Od 2019 roku piosenka ma ponad 350 milionów wyświetleń na YouTube. Czwarty singiel „Corpo Sensual” został wydany 6 września 2017 roku, osiągając podobny sukces, który przyniósł ponad 290 milionów wyświetleń na YouTube.
15 sierpnia 2018 roku ukazał się drugi album artysty pt. Não Para Não. Krążek promowały single „Disk Mev”, „Problema Seu”, „Buzina” oraz „Seu Crime”. Dzięki nominacji „Sua Cara” na 19. dorocznej Latin Grammy Awards, Vittar został pierwszą drag queen nominowaną do nagrody Grammy. Stał się także pierwszą drag queen, która wygrała nagrodę MTV EMA.
24 marca 2020 roku miał swoją premierę trzeci album piosenkarza zatytułowany 111. Utwory na krążku są nagrane w trzech językach, po portugalsku, angielsku i hiszpańsku.
24 czerwca 2021 roku ukazał się czwarty album Vittara pt. Batidão Tropical. Płytę promowały dwa single „Ama Sofre Chora” oraz „Triste com T”.
4 maja 2024 roku Vittar wystąpił z Madonną podczas jej trasy The Celebration Tour na plaży Copacabana w Rio de Janeiro przed 1,6 mln uczestników koncertu. Vittar dołączył do Madonny na scenie podczas sambowego remiksu jej przeboju „Music”.

## Dyskografia
- Vai Passar Mal (2017)
- Não Para Não (2018)
- 111 (2020)
- Batidão Tropical (2021)
- Noitada  (2023)
- Batidão Tropical Vol. 2 (2024)

## Nagrody i nominacje
| Rok  | Nagroda                | Kategoria                        | Nominacja                           | Rezultat          |
| ---- | ---------------------- | -------------------------------- | ----------------------------------- | ----------------- |
| 2018 | Latin Grammy Award     | Best Urban Fusion/Interpretation | "Sua Cara" (z Major Lazer i Anittą) | Nominacja         |
| 2019 | British LGBT Awards    | Online Influencer                | Pabllo Vittar                       | Nominacja         |
| 2019 | Premios Juventud       | Best Choreography                | "Caliente" (z Lali)                 | Nominacja         |
| 2019 | Meus Prêmios Nick      | Favorite National Artist         | Pabllo Vittar                       | Nominacja         |
| 2019 | Meus Prêmios Nick      | Style of the Year                | Pabllo Vittar                       | Nominacja         |
| 2019 | MTV Europe Music Award | Najlepszy artysta brazylijski    | Pabllo Vittar                       | Wygrana           |
| 2020 | MTV Europe Music Award | Najlepszy artysta brazylijski    | Pabllo Vittar                       | Wygrana           |
| 2021 | GLAAD Media Awards     | Wybitny artysta muzyczny         | Album 111                           | Nierozstrzygnięte |